# Уайт, Уильям Томас
Достопочтенный сэр Уи́льям То́мас Уа́йт, GCMG, PC (UK), PC (Can) (англ. William Thomas White; 13 ноября 1866 года — 11 февраля 1955 года) — канадский юрист, предприниматель и политик. Министр финансов Канады (1911—1919). Исполняющий обязанности премьер-министра Канады в период отсутствия Роберта Бордена (1918—1919).

## Биография
Уильям Томас Уайт родился 13 ноября 1866 года. В 1890 году устроился работать репортёром в газету Toronto Evening Telegram, затем работал в Департаменте оценки Торонто. В 1895 году окончил Торонтский университет, получив степень бакалавра искусств. В 1899 году окончил Школу права Осгуд-Холл (юридический факультет Йоркского университета в Торонто). После окончания учёбы не стал заниматься юридической практикой, предпочтя ей занятие бизнесом. Работал управляющим директором National Trust Company, став её вице-президентом в 1911 году.
Первоначально Уайт был членом Либеральной партии Канады, однако его взгляды расходились с политикой партии по некоторым ключевым вопросам, в частности — по вопросу о заключении договора о взаимности с США. Будучи убеждённым сторонником Британской империи, Уайт, вместе с Клиффордом Сифтоном и рядом других либералов, в 1911 году подписал манифест против договора о взаимности, опасаясь, что этот договор поставит Канаду в экономическую зависимость от США. Руководство либералов во главе с Уилфридом Лорье поддерживало договор, из-за чего Уайт был вынужден покинуть партию и присоединиться к консерваторам.
10 октября 1911 года Уайт был назначен министром финансов в первом кабинете лидера консерваторов Роберта Бордена. Среди тори Уайт не имел большой популярности, однако Борден симпатизировал ему, предполагая, что его пример привлечёт в Консервативную партию либералов, недовольных политикой Лорье по поддержке взаимности с США. На момент назначения Уайт не был депутатом Палаты общин Канады, поэтому в декабре 1911 года в округе Лидс, провинция Онтарио, были назначены досрочные выборы. Действующий депутат Джордж Тейлор ушёл в отставку, после чего Уайт одержал победу на довыборах как единственный кандидат.
Как министр финансов, Уайт был ответственным за управление финансами Канады во время Первой мировой войны. На начальном этапе войны он проводил политику невмешательства государства в экономику, аналогичную той, которую вело канадское правительство и до войны. В дальнейшем он пошёл на некоторые отступления от этой политики: в частности, был введён минимум зарплаты и начата поставка продовольствия от государства нуждающимся канадцам. Также Уайт был противником введения новых налогов даже в условиях войны. Единственным введённым за военные годы налогом стал 4-процентный Подоходный налог, введённый в 1917 году для всех неженатых мужчин, имеющих годовой доход свыше 2000 долларов; для канадцев с годовым доходом более 6000 долларов ставка налога могла составлять до 25 %. Сам Уайт рассматривал этот налог как временную меру и рекомендовал его отмену после окончания войны. Однако в итоге подоходный налог так и не был отменён, он действует (с другими процентными ставками) и в современной Канаде.
На федеральных выборах 1917 года Уайт был переизбран депутатом от округа Лидс. В этот раз он представлял Юнионистскую партию, созданную в результате объединения Консервативной партии с частью либералов. Во втором кабинете Бордена он вновь занял пост министра финансов.
С ноября 1918 года по май 1919 года Уайт был исполняющим обязанности премьер-министра, так как Борден находился в Европе. Будучи врио премьера, в 1919 году он одобрил использование военных кораблей для подавления рабочих беспорядков в Британской Колумбии. В 1920 году несколько министров юнионистского правительства предложили Уайту сменить Бордена на посту премьера, но тот отказался: в итоге новым премьером стал Артур Мейен.
1 августа 1919 года Уайт ушёл в отставку с поста министра, оставшись рядовым депутатом парламента. В 1920 году, в качестве награды за службу в качестве исполняющего обязанности премьер-министра, Уайт был назначен в Тайный совет Великобритании, что позволило ему использовать титул «достопочтенный». В 1921 году, когда окончился срок его депутатского мандата, Уайт, никогда не стремившийся сделать политическую карьеру, навсегда ушёл из политики. В том же году он опубликовал брошюру под названием «История военных финансов Канады» (англ. The Story of Canada's War Finances), посвящённую его пребыванию на посту министра финансов в военные годы.
В 1933 году он стал членом Королевской комиссии по банковскому делу и валюте. В комиссии голосовал против создания Банка Канады. В итоге решение о создании банка было принято большинством в 3 голоса против 2.
Уильям Томас Уайт скончался 11 февраля 1955 года.